# かちかち
かちかちとは株札を用いた賭博遊戯。最強の役の名称から「じゅんじゅん」「どんどん」「とっと」「せった」とも呼ばれる。おいちょかぶ・（ブラック・ジャック）とポーカーを足してニで割ったような特性のゲームである。沖縄の「ソロ」、韓国の「ソッタ」とも類似する。

## 概要
株札を人数分に2枚ずつ配り合計して一の位が大きいほうが勝つ。札を配られた者は賭金を上乗せするか勝負を降りるか選ぶことができる。各数字につき2枚のみを用いるため、おいちょかぶでいう「アラシ（3枚とも同じ数札）」の特殊役は発生しない。 ただし、かちかち独自の特殊役（後述）が存在する。
ブラックジャックやおいちょかぶのように札の数字の優劣で勝負が決まると言う原則はあるにせよ、ポーカーのように弱い手札でもブラフを使って強気に賭けて相手を降ろさせる、逆に圧倒的に有利な手札の時相手を降ろさせることなく、賭を続行させレートを吊り上げる等、駆け引きも重要なゲームで、相手の手札の読み合いや心理戦の要素も重要である。
基本的にレートの決定権を持つ親が有利で、各プレイヤーはゲームに勝って次の回の親を取ることが戦略上重要となる。
また、基本ルールが極めて単純であるため、多様なローカルルールが派生している。 

## 参加人数
参加人数に制約はないが、札の使用枚数が少ないことから、2～6人程度でゲームを行うのが一般的である。

## 道具
- 株札（1～10まで各2枚の計20枚、トランプでも代用可能）
- チップ（マッチ棒、碁石、コインなど）
- 座布団（プレイヤーは、座布団の周囲に車座になって座る。座布団上でゲームを行うのは札、チップなどをスムーズに取るため）

## 数の呼称
かちかちでは、0～10の数字を下記のように呼称する。概ねおいちょかぶの呼称が踏襲されている。
- 0 - ブタ
- 1 - ピン，インケツ
- 2 - ニタコ
- 3 - サンタ
- 4 - シスン，ヨツバ
- 5 - ゴケ
- 6 - ロッポウ，ロッパ
- 7 - ナキ
- 8 - オイチョ
- 9 - カブ
- 10 - ジュウ，ジュン（トランプのキングを模した絵札なので「鉄仮面」と言う地域もある）

## ゲームの流れ
- 全員が事前に決めておいた「場代」（参加料）のチップを場に出す。概ね最低単位であることが多い。
- 親は札をシャッフルしてから、反時計周りで、全てのプレイヤーに札を裏向きで1枚ずつ配り、それを2周して、計2枚ずつを配る。これが各プレイヤーの手札となる。
- 親はゲームのレートを決定するため任意のチップを場に出す（一度に出せるチップに上限が設定されている場合が多い）、子はゲームに参加する場合、親が出した同数のチップを場に出す。
- 勝負に参加するかどうかは、親を起点に反時計回りで進行して決める。一巡して親に戻ったら、親は新たにレートを決定し、さらに一巡させる。
- 以下、事前に決められた回数（三巡とする場合が多い）を巡回した後、最後まで降りずに参加したプレイヤーは手札を公開し、数字や役により勝敗を決める。
- 基本的に2枚の札の合計が9（10以上の場合、一の位の数字）に近いプレイヤーが勝利する。特殊役が存在する場合には、その強弱で勝敗の判定を行う。
- 勝利したプレイヤーが場に出ている全てのチップを獲得して、次のゲームの親となる。

- 親子とも勝負をしない場合、任意の自分の番に「シモ（下りることから）」または「オリ」と宣言して、手札を伏せて場に置いて、ゲームから降りることができる。降りる際に手札を公開してしまうと続行中のプレイヤーの手札が読めてしまうので禁忌。この場合、場代及びそれまでに賭けられたチップは返却されず、そのゲームの勝者が取る。親が降りた場合には、自動的に次の順番のプレイヤーが親となる。
- 一人を除き他の全員が降りた場合、残ったプレイヤーが自動的に勝利する。

- 最初に配られた札の合計が10（ブタ）の場合のみ、最初の自分の番に手札1枚を他のプレイヤーに見せて公開することで、新たに1枚札を引くことができる。引いた札は非公開でよい（3枚引き）。
- さらに、3枚目に引いた札が「10」であった場合のみ、それを他のプレイヤーに見せることで、更に札を1枚引くことができる。4枚目の札は非公開でよい（4枚引き）。プレイヤーは引いた3枚ないし4枚のうち、任意の2枚を組み合わせ、最も強い役を作成することができる。このため、3(4)枚引きを行う方がゲーム上有利であり、このゲームでは「0（ブタ）」は事実上発生しない。また、合計が10の組み合わせの内、1-9、5-5、10-10はそれぞれが強力な役であるため、ここから追加で札を引くことも事実上ない。
  - 例：3-7の手札から「7」を引いた場合、組み合わせの内、最も強い7-7で勝負ができる。
  - 例：3-7の手札から「10」を引き、更に引いた札が「10」であった場合、最も強い10-10で勝負ができる。

- 勝負が引き分けになった場合、これを「ヒキ」と称して、親は変わらずに、これまで場に出された全てのチップは次のゲームに持ち越される。引き分け後の勝負は、「シバリ」と称し、前回引き分け以上になった役以上の役でなければ、参加できないというルールが設定される場合もある。

## 役
地域により、役の存在の有無、その強弱の位置付けが異なる場合があるので、事前に確認しておく必要がある。
- 数字役
  - 0～9：数字が大きいほど強い。以下に述べる役は、いずれも9より強い。

- 1（ピン）絡みの役　9より強く、ゾロ目役より弱い。地域によっては4-1、9-1はゾロ目役の間（例えば3-3と4-4の間等）に位置付けられる場合がある。
  - 4-1：シッピン（子だけの役）　タマシと区別する地域がある。
  - 5-1：ゴッピン
  - 6-1：ロッピン　※採用されない地域がある。
  - 9-1：クッピン（親だけの役）　子の4-1と親の9-1とでは、当然親の勝ちとなる。
  - 10-1：トッピン　※地域によっては、赤ピンでなければ成立しない。

- ゾロ目役　数字が大きいほど強いが、ピンピンだけは例外で9-9（クンクン）よりも強い。
  - 2-2：ニンニン、ニンニ
  - 3-3：サンサン、サンザ
  - 4-4：シッシ、ヨンヨン、シュッシュ
  - 5-5：ゴンゴ、ゴゴ
  - 4-1：タマシイ、ゴンゴハン ※両札共に金銀彩の札（達成者にプレイヤー全員より「ご祝儀」が支払われる場合が多い）
  - 6-6：ロクロク、リュンリュン、ムンム
  - 7-7：シチシチ、チッチ、ナナナナ
  - 8-8：ハチハチ、パチパチ、パッパ
  - 9-9：クンクン、クック
  - 1-1：ピンピン（達成者にプレイヤー全員より「ご祝儀」が支払われる場合が多い）
  - 10-10：ジュンジュン、カチカチ（最強の役。達成者にプレイヤー全員より「ご祝儀」が支払われる場合が多い）

- 特殊役
  - 10-10（ジュンジュン）に対して、1-2（ケンペイ）がいた場合には、ジュンジュンは無効となり、負けとなる。
  - 4-6（シロク）は、逃げとなり、自分の場代を戻して、降りることができる。
  - インケツ蹴り：手札合計が1（インケツ）の時、他の全ての参加者を降ろす。達成者にプレイヤー全員が「ご祝儀」を支払う。
  - ブタ蹴り：手札合計が0（ブタ）の時、他の全ての参加者を降ろす。達成者にプレイヤー全員が「ご祝儀」を支払う。

## 補足
- 「1」及び「10」の札を3枚使用してプレイする方法もある。この場合それぞれに「アラシ（同一数札の3枚揃い）」が発生する可能性があり、達成した場合、通常以上の「ご祝儀」とする地域がある。
- 3(4)枚引きした場合の晒し札を3(4)枚の内、任意の1枚にする場合もある。これは、例えば2-8から2を晒した場合、もう一方の札が8であることが容易に推測でき、駆け引きの面白みが下がるため。
- トランプで行う場合、赤黒を使用し、同じ数字であれば色により勝敗が決まる場合もある。また、株札の場合でも「赤ピン」が優位になる（無論、その逆もあり得る）こともある。